# Oloph Bexell
Oloph Eric Fingal Bexell, född den 6 juni 1947 i Kalmar är en svensk präst (Svenska kyrkan) samt professor emeritus i kyrkohistoria vid Uppsala universitet.

## Biografi
Oloph Bexell blev teologie kandidat 1974 och prästvigdes för Växjö stift samma år. År 1988 disputerade han i kyrkovetenskap på avhandlingen Liturgins teologi hos U.L. Ullman, och projektanställdes samma år vid Svenska kyrkans nämnd för undervisning och utbildning. Han fick sedan en forskartjänst (Stiftelsen Riksbankens jubileumsfond) i kristendomens historia vid Uppsala universitet 1989–1991. Han erhöll docentkompetens i kyrko- och samfundsvetenskap 1990. 1992–2000 arbetade Bexell som universitetslektor i samma ämne. Han blev professor i kyrkovetenskap 2000, en tjänst han lämnade 2006 för att ta över ansvaret för professuren i kyrkohistoria 2006–2014. Han var under den tiden ämnesföreträdare i ämnena. Därefter var han seniorprofessor i kyrkohistoria. 
Hans forskning är huvdsaligen  inriktad mot liturgins, homiletikens, hymnologins och kyrkorättens historia. Han har t.ex. utgivit en historik över svensk kyrkopredikan under 1800- och 1900-talen (2001) och en liknande undersökning om griftetalets historia (1998) Han tillhörde redaktionen för det 1995–2005 utgivna bokverket Sveriges kyrkohistoria och skrev där band 7 om det senare 1800-talet,  Folkväckelsens och kyrkoförnyelsens tid (2003). Han har där och i olika uppsatser markerat pastoralhistoria som en viktig del av kyrkohistorieämnet. Inom det vetenskapshistoriska projektet "Uppsala universitets historia 1793–2000" har han som en fristående volym utgivit Teologiska fakulteten vid Uppsala universitet 1916–2000. Historiska studier (2021). I den internationella urkundsserien Corpus Christianorum publicerade han 2023 en kritisk edition av Uppsala mötes beslut 1593 med kommentar.
Han har också ägnat sig åt personhistorisk forskning, där han bl.a. författat ett stort antal artiklar i Svenskt biografiskt lexikon. Åren 1990–2002 var han minnestecknare vid prästmötet i Växjö, och utgav då tre biografiska samlingar, Präster i S:t Sigfrids stift (1990, 1996, 2002), med drygt 220 pastoralhistoriskt inriktade levnadsskildringar.
Bexell var 1976–1998 redaktör för Svensk pastoraltidskrift. Åren 1992–1996 var han expert i Bibelkommissionen. Han är sedan 1995 ordförande i S:t Ansgars stiftelse och sedan 1997 i Segelbergska stiftelsen. Han var styrelseledamot i Diakonistiftelsen Samariterhemmet 2000–2010,  prodekanus vid Teologiska fakulteten i Uppsala 2008–2011, och ordförande i Svenska kyrkohistoriska föreningen  2006–2015. Han är preses i Samfundet Pro Fide et Christianismo sedan 2005, och var 2008–2021 vice preses i Kungl. Vetenskapssamhället i Uppsala. Han är även ledamot av Kungl. Samfundet för utgivande av handskrifter rörande Skandinaviens historia och Nathan Söderblom-sällskapet. Han är hedersledamot i Smålands nation i Uppsala. och tilldelades Wallquistpriset 1997.

### Familj
Oloph Bexell härstammar från den småländska prästsläkten Bexell och är son till kontraktsprosten Carl Bexell och Märtha Björkman. Han är bror till Peter Bexell samt kusin till etikprofessorn och universitetsrektorn Göran Bexell och författarinnan Eva Bexell.